# Columbia Center
Il Columbia Center (Conosciuto anche come Columbia Seafirst Center) è il grattacielo più alto di Seattle e dello Stato di Washington, vanta un'altezza di 284,2 metri.

## Storia
È stato progettato dagli architetti Chester L. Linsdey e costruito nel periodo dal 1982 al 1985. Ospita numerose società di rilievo e anche la più grande squadra di pompieri del mondo.
L'edificio venne chiamato inizialmente Columbia Center, salvo poi assumere il nome di Columbia Seafirst Center dalla Seafirst Bank. Nel Novembre del 2005 tuttavia venne riportato alla denominazione originaria, cioè Columbia Center.